# Fédération cynologique internationale
Pour les articles homonymes, voir FCI.

Logo de la Fédération Cynologique Internationale

La Fédération cynologique internationale (FCI) est une association internationale sans but lucratif (AISBL) de droit belge, basée à Thuin (Belgique), dédiée aux races canines.

## Histoire
La Fédération cynologique internationale fut créée le 22 mai 1911 dans le but d'encourager et de protéger la cynologie et les chiens de pure race par tous les moyens jugés souhaitables. Les pays fondateurs furent l'Allemagne (Kartell für das Deutsche Hundewesen und Die Delegierten Kommission), l'Autriche (Osterreichischer Kynologenverband), la Belgique (Société Royale Saint-Hubert), la France (Société centrale canine) et les Pays-Bas (Raad van Beheer op Kynologisch Gebied in Nederland).
La Première Guerre mondiale mit fin à cette fédération et ce n'est qu'en 1921 que les Français de la Société centrale canine et les Belges de la Société Royale Saint-Hubert prirent l'initiative de recréer la FCI. Les nouveaux statuts furent adoptés le 10 avril 1921 et le 5 mars 1968, la FCI obtint la personnalité juridique par décret royal.

## Fonctionnement

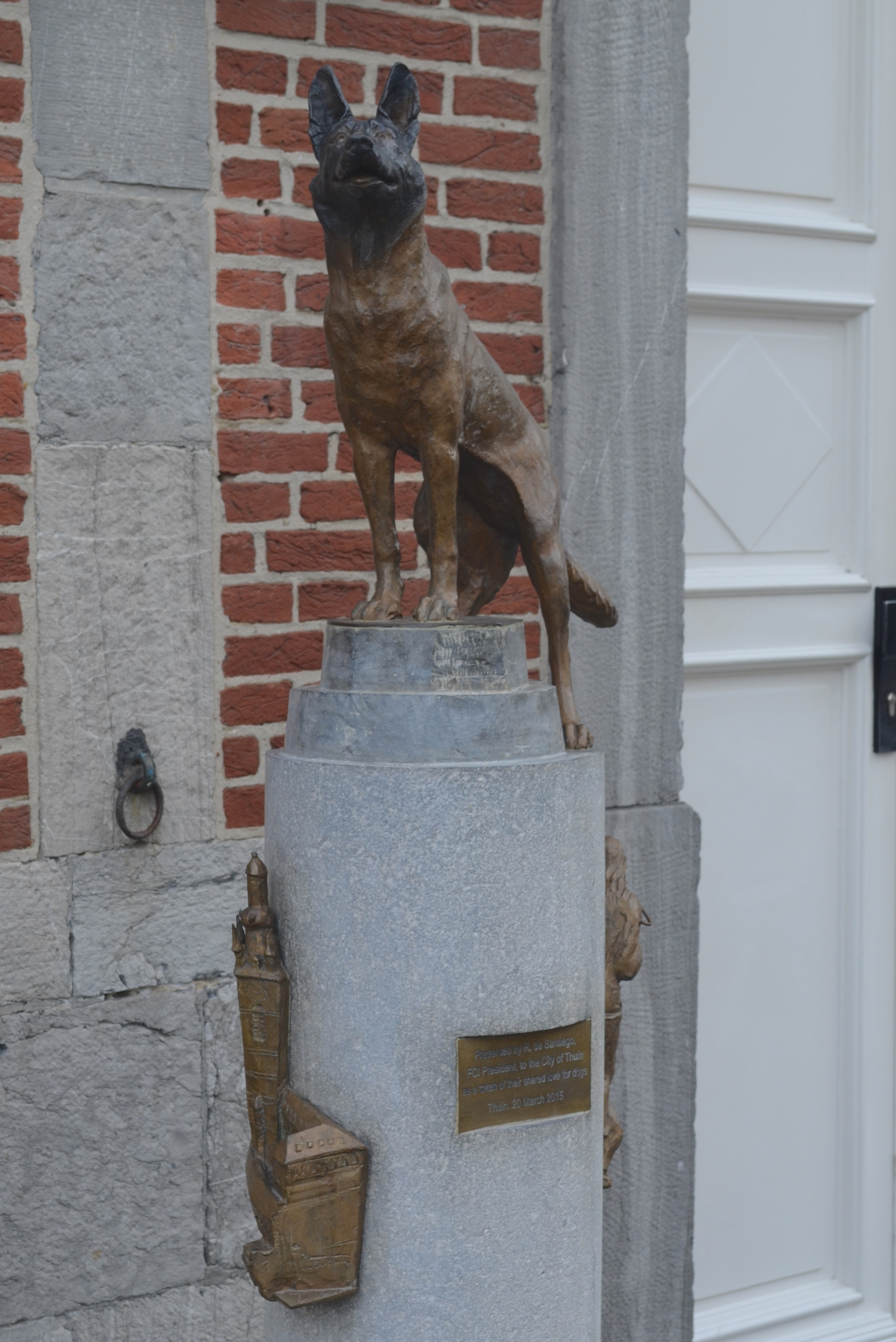
Monument installé devant le siège de la fédération à Thuin.

### Structure
Se proclamant être « l'Organisation Canine Mondiale », elle est composée de 94 membres et partenaires sous contrat (un par pays) qui émettent chacun leurs pedigrees et forment leurs juges. La FCI garantit la reconnaissance mutuelle des juges et des pedigrees au sein de ses pays membres. De plus, elle a des accords avec d'autres grandes organisations tels que le Kennel Club (KC) britannique et l'American Kennel Club (AKC), garantissant une reconnaissance mutuelle entre ces organisations.

### Langues de travail
La FCI communique avec ses membres dans une de ses quatre langues de travail que sont le français, l'anglais, l'allemand et l'espagnol. Elle se charge de traduire vers ces langues les règlements et standards de race proposés par ses membres. Ses titres de champion international, délivrés gratuitement après compilation des résultats, sont rédigés en français.

### Sources de revenus
La FCI fonctionne comme une franchise. À travers ses membres, elle perçoit une part des revenus générés par les activités organisées sous son patronage. La vente de billets d'entrée et le revenu des frais d'inscription demandés au concurrents peuvent être complétés par le soutien financier d'entreprises publiques ou privées, ainsi que par la concession d'espaces publicitaires ou à vocation commerciale.
D'autre part, des frais de dossiers sont perçus pour les demandes d'affixes (noms d'élevage). Ceux-ci sont valables à vie et, sous réserve d'autorisation, peuvent être transmis par héritage ou cédés par contrat.

### Activités
En gérant les affixes, la FCI assure une protection internationale des noms d'élevages. Elle centralise les résultats relatifs aux concours internationaux organisés par ses membres et délivre les titres de champion international dans différentes disciplines : beauté, travail, course, obéissance, agilité. Elle synchronise l'agenda des concours internationaux afin d'éviter une concurrence due à une trop grande proximité géographique. De plus, elle chapeaute l'organisation annuelle de concours supranationaux, par section géographique et au niveau mondial. Enfin, elle s'occupe de résoudre les différents litiges pouvant survenir entre ses membres, ainsi que de sanctionner ceux qui prendraient des libertés avec le règlement.

### Délégation des tâches
La FCI délègue à ses membres la tenue de leur livre des origines respectifs (LOF, LOSH, LOS, LOL, etc.). Les membres sont aussi responsables de leurs races nationales, pour lesquelles ils établissent le standard et les directives d'élevage. Ce sont eux qui organisent les différents concours nationaux, chacun selon ses propres règles. Pour chaque pays, la FCI attribue le droit d'organiser annuellement un certain nombre de concours internationaux, ceux-ci étant généralement combinés avec un concours national. Enfin, chaque membre à même de remplir le cahier des charges pourra postuler à l'organisation des concours supranationaux (un par an, par discipline et par section géographique), voir l'une des compétitions mondiales (une par an et par discipline).

### Litiges
Selon la gravité des litiges qui peuvent survenir entre les différentes organisations ou à l'intérieur de celles-ci, il arrive que la FCI suspende ses accords. En 2008, ce fut le cas de l'Union Cynologique de Moldavie (UChM). Ces mesures peuvent avoir des répercussions sévères pour les éleveurs membres des organisations exclues. Aussi, tout est généralement mis en œuvre afin de trouver une résolution rapide des conflits. Au début de 2009, le contrat de partenariat avec la Unija Kinoloskih Saveza Bosne I Hercegovine a été résilié, faute de pouvoir identifier qui et quel club représente les intérêts de la cynologie en Bosnie-Herzégovine.

## Controverse
De par le nombre de ses affiliés, la FCI est certainement la plus grande organisation canine au niveau mondial. Mais ce quasi-monopole de fait est contesté par d'autres organisations qui défendent des objectifs similaires. Si la FCI compte effectivement quelques sociétés canines reconnues officiellement par leurs autorités nationales, elle n'en demeure pas moins une organisation privée, tout comme la plupart de ses membres. Aussi, n'importe quelle autre association internationale peut aussi bien se proclamer « Organisation Canine Mondiale ».

## Évolution
Si les concours de beauté ont tendance à éclipser les autres disciplines, c'est peut-être dû au fait qu'au fil du temps, la place du chien a évolué dans la société. Les associations de défense des animaux ne sont probablement pas étrangères au phénomène, si l'on considère les diverses obligations et interdictions qu'elles ont fait passer dans les lois nationales, au nom du bien-être animal[Interprétation personnelle ?]. Or la majorité des races canines, ont été conçues pour le travail : chasse, garde ou conduite des troupeaux, traction animale. Les véritables chiens de compagnie ne représentent qu'une petite minorité des races reconnues, rassemblées dans le groupe 9 de la nomenclature FCI.
La FCI peut certainement se démarquer de ses concurrents en se présentant ouvertement comme un véritable label de qualité, ce qu'elle représente déjà pour le profane. Avec la généralisation de l'identification ADN, la fiabilité des pedigrees émis par ses membres pourra désormais être garantie de façon incontestable. Enfin, la FCI a un rôle important à jouer dans la régulation de la population canine, en accentuant l'effort de promotion d'une attitude responsable auprès des éleveurs affiliés. À l'avenir, l'un des défis majeurs sera de rester fidèle à l'objectif premier de l'association, malgré la demande du public et la tentation de dérives commerciales.